# Geopedia
Geopedia je spletni interaktivni atlas Slovenije. Brezplačno je na voljo vsakemu, tudi neregistriranim uporabnikom. Spletni interaktivni atlas Slovenije vsebuje različne zemljepisne in druge prostorske podatke, zbrane iz različnih virov, ki so kategorizirani in navzkrižno povezani. Sestavljen je iz zemljevidov, letalskih posnetkov, analiz o naravnem in grajenem okolju Slovenije, prikazuje vzroke in učinke podnebnih sprememb na lokalni ravni in drugo.
Aplikacijo za delovanje Geopedie je razvilo podjetje Sinergise.